# Amietophrynus
Az  Amietophrynus a kétéltűek (Amphibia) osztályába, a békák (Anura) rendjébe és a varangyfélék (Bufonidae) családjába tartozó nem. Az ide tartozó fajokat korábban a Bufo nemzetségbe sorolták.

## Előfordulásuk
A nem fajai Észak- és Nyugat-Afrikában honosak.

## Rendszerezés
A nembe az alábbi fajok tartoznak:
- Amietophrynus asmarae (Tandy, Bogart, Largen & Feener, 1982)
- Amietophrynus blanfordii (Boulenger, 1882)
- Amietophrynus brauni (Nieden, 1911)
- Amietophrynus buchneri (Peters, 1882)
- Amietophrynus camerunensis (Parker, 1936)
- Amietophrynus channingi Barej, Schmitz, Menegon, Hillers, Hinkel, Böhme & Rödel, 2011
- Amietophrynus chudeaui (Chabanaud, 1919)
- Amietophrynus cristiglans (Inger & Menzies, 1961)
- Amietophrynus danielae (Perret, 1977)
- Amietophrynus djohongensis (Hulselmans, 1977)
- Amietophrynus fuliginatus (de Witte, 1932)
- Amietophrynus funereus (Bocage, 1866)
- Amietophrynus garmani (Meek, 1897)
- Amietophrynus gracilipes (Boulenger, 1899)
- Amietophrynus gutturalis (Power, 1927)
- Amietophrynus kassasii (Baha El Din, 1993)
- Amietophrynus kerinyagae (Keith, 1968)
- Amietophrynus kisoloensis (Loveridge, 1932)
- Amietophrynus langanoensis (Largen, Tandy & Tandy, 1978)
- Amietophrynus latifrons (Boulenger, 1900)
- Amietophrynus lemairii (Boulenger, 1901)
- Amietophrynus maculatus (Hallowell, 1854)
- berbervarangy (Amietophrynus mauritanicus) (Schlegel, 1841)
- Amietophrynus pantherinus (Smith, 1828)
- Amietophrynus pardalis (Hewitt, 1935)
- Amietophrynus perreti (Schiøtz, 1963)
- Amietophrynus poweri (Hewitt, 1935)
- Amietophrynus rangeri (Hewitt, 1935)
- Amietophrynus reesi (Poynton, 1977)
- Amietophrynus regularis (Reuss, 1833)
- Amietophrynus steindachneri (Pfeffer, 1893)
- Amietophrynus superciliaris (Boulenger, 1888)
- Amietophrynus taiensis (Rödel & Ernst, 2000)
- Amietophrynus togoensis (Ahl, 1924)
- Amietophrynus tuberosus (Günther, 1858)
- Amietophrynus turkanae (Tandy & Feener, 1985)
- Amietophrynus urunguensis (Loveridge, 1932)
- Amietophrynus villiersi (Angel, 1940)
- Amietophrynus vittatus (Boulenger, 1906)
- Amietophrynus xeros (Tandy, Tandy, Keith & Duff-MacKay, 1976)